# Kunz Leder der Jüngere
Kunz Leder der Jüngere, auch Kunz Leyder der Jüngere genannt „Scheltz“ (* vor 1392 in Heilbronn; † vor 23. März 1413 ebenda) war 1392 und 1407 in Heilbronn als Richter tätig. 1402 war er zusammen mit Kunz Lutfried Bürgermeister der Reichsstadt Heilbronn. Neben dem Bürgermeister Hans Erer der Ältere war Kunz Leder der Jüngere der höchstbesteuerte Bürger Heilbronns. Er war mit Adelheid Bernhard verheiratet.

## Leben

### Reichtum
Konrad Leyder gilt neben Hans Erer als der höchstbesteuerte Bürger Heilbronns. Dies wird zum Beispiel dadurch deutlich, dass er mit dem Heilbronner Ladeamt belehnt worden war, das 1360 durch Kaiser Karl IV. an Conz Leders Schwager weitergegeben wurde.

### Richter
1392 wurde Leyder als Richter erwähnt, der am 3. Dezember 1392 zusammen mit seinem Amtskollegen Konrad Hirt ein Abkommen besiegelte, in dem Johann Prettach als Schuldner und Heinz Wescher als Gläubiger fungierten und Prettach die Mitgift von Seiten der Mutter her verpfändete.
1407 war Leyder wieder als Richter tätig und besiegelte am 29. März 1407 zusammen mit seinem Amtskollegen Heinrich Füwer eine Belehnung zugunsten des Hans Gartach.

### Stifter
Auch als Stifter machte sich Leyder bekannt. So empfingen die Pfleger der Kilianskirche am 25. Januar 1401 eine Stiftung von 50 Gulden seitens des Kunz Leyder und seiner Ehefrau Adelheid Bernhart. 1409 stiftete das Paar die Pfründe zu St. Jakob, einer Kapelle nördlich außerhalb der Stadtmauern, die Filial der Kilianskirche war und um die sich der Seuchenfriedhof des Heilbronner Katharinenspitals befand. Gegenstand der Stiftung waren u. a. ein Hof zu Schluchtern, Äcker und Wiesen bei Erlenbach sowie ein „Höflein“ in Flein.

### Bürgermeister
1402 wurde Leyder als Bürgermeister tätig und besiegelte am 2. November 1402 zusammen mit seinem Kollegen, den Bürgermeister Lutfried den Kaufvertrag zwischen Dieter von Berlichingen und dem Heilbronner Franziskanerkloster.

### Tod
1413 starb Konrad Leyder, denn am 23. März 1413 sollte der Pfarrer der Kilianskirche auf den „Agathentag“ eine Seelenmesse für den verstorbenen Konrad Leyder lesen und am 20. November 1413 beurkundeten die Pfleger des Sondersiechenhauses zu Heilbronn eine Schenkung seitens der Witwe des Kunz Leyder, nämlich Adelheid Bernhartin, zugunsten des Sondersiechenhauses.